# Peter-Lauf
Der Peter-Lauf ist eine Laufveranstaltung in Endingen am Kaiserstuhl, die 1995 erstmals durchgeführt wurde. Der Hauptlauf war bis 2004 ein 100-km-Lauf auf einer 10-km-Runde. Seit 2000 ist ein Marathonlauf im Programm („Kaiserstuhl-Wein-Marathon“). 2003 fanden die Deutschen Meisterschaften im 100-km-Lauf im Rahmen des Peter-Laufes statt. 2005 wurde die 10-km-Runde durch eine 50-km-Runde durch den Kaiserstuhl ersetzt, die von den Teilnehmern an den Ultramarathon-Bewerben ein (50 km) oder zweimal (100 km) durchlaufen wurde, der Marathon wurde nun auf einer großen Runde ausgetragen, und ein Halbmarathon wurde ins Programm genommen. 2006 und 2007 mussten die Ultra-Wettbewerbe ausfallen.
Die Marathonstrecke beginnt an der Stadthalle in Endingen, führt am Katharinenberg vorbei auf die Anhöhe zwischen Kiechlinsbergen und Oberbergen und dann nach Oberrotweil. Von dort geht es durch die Weinberge von Ihringen. Danach geht es durch das Liliental unterhalb des Totenkopfs zur Eichelspitze. Dort wird das Naturschutzgebiet Badberg durchquert, bevor es über den Sumberg und das Erletal zum Ziel auf dem Endinger Marktplatz geht. Insgesamt sind 1483 Höhenmeter zu bewältigen, so dass man hier durchaus von einem Bergmarathon sprechen kann. Auch die Halbmarathonstrecke, ein Rundkurs über Eichelspitze und Badberg, ist mit 721 Höhenmetern anspruchsvoll.
Seit 2008 hat kein Peter-Lauf mehr stattgefunden.

## Statistik

### Schnellste Läufer 2007
Marathon
- Männer: Siegfried Dufner, 3:08:27
- Frauen: Elke Mönch, 4:13:50

Halbmarathon
- Männer: Herbert Flesch, 1:24:49
- Frauen: Sonja Lutz, 1:43:32

### Finisher 2007
Teilnehmer im Ziel
- Marathon: 42 (39 Männer und drei Frauen), 12 weniger als im Vorjahr
- Halbmarathon: 93 (73 Männer und 20 Frauen), 42 weniger als im Vorjahr

### Siegerliste

#### Marathon
| Datum         | Männer           | Zeit    | Frauen                         | Zeit    |
| ------------- | ---------------- | ------- | ------------------------------ | ------- |
| 9. Sep. 2007  | Siegfried Dufner | 3:08:27 | Elke Mönch                     | 4:13:50 |
| 26. Aug. 2006 | Herbert Flesch   | 2:57:40 | Angela Ngamkam & Monika Dewald | 4:58:58 |
| 27. Aug. 2005 | Herbert Flesch   | 2:58:40 | Heike Leipold                  | 4:04:49 |

#### 100 km
- 2005: Frank Brengartner, 9:22:39 (keine Frau am Start)

#### 50 km
- 2005: Patrick Garel, 4:11:54; Agnes Hotz-Wagenblatt, 5:58:01

### Entwicklung der Finisherzahlen
| Jahr | 100 km | 50 km | Marathon | Halbmarathon |
| ---- | ------ | ----- | -------- | ------------ |
| 2007 | —      | —     | 42       | 093          |
| 2006 | —      | —     | 54       | 135          |
| 2005 | 19     | 21    | 33       | 136          |
| 2003 | 80     | —     | —        | —            |
| 2002 | 19     | —     | —        | —            |
| 2000 | 34     | —     | —        | —            |
| 1998 | 21     | 16    | —        | —            |
| 1997 | 09     | —     | —        | —            |